# Fondmetal GR02
El Fondmetal GR02 fue un coche de carreras de Fórmula 1 diseñado por Sergio Rinland y su estudio Astauto para la temporada 1992 de Fórmula 1. Construido para reemplazar el Fondmetal GR01, ya que el jefe del equipo de Fondmetal, Gabriele Rumi, nunca había quedado impresionado por ese automóvil o su predecesor, el Fomet-1, el GR02 usaba el mismo motor Ford HBA5 V8 de 3.5 litros que su predecesor. Gabriele Tarquini hizo debutar el GR02 en el Gran Premio de Canadá de 1992, mientras que su compañero de equipo Andrea Chiesa lo condujo por primera vez en el siguiente Gran Premio de Francia de 1992. Aunque el GR02 se mostró prometedor y recibió elogios de los medios, las dificultades financieras de Fondmetal significaron que se retiraron de la Fórmula Uno después del Gran Premio de Italia de 1992.

## Diseño y desarrollo
No convencido por el rendimiento del Fondmetal Fomet-1 durante la temporada 1991 de Fórmula 1, el jefe de Fondmetal, Gabriele Rumi, puso fin a su asociación con los diseñadores de ese coche. Después de negociar inicialmente con Tom Walkinshaw Racing, Rumi finalmente le dio el contrato al estudio Astauto de Sergio Rinland; Rinland había trabajado anteriormente en el Brabham BT60, y el proyecto GR02 fue el primero de Astauto. Sin embargo, este cambio llegó demasiado tarde para que un auto nuevo estuviera listo para el inicio de la temporada 1992 de Fórmula 1 y el Fomet-1 fue debidamente actualizado al GR01. Tanto el GR01 como el GR02, sin embargo, abandonaron el antiguo motor Cosworth DFR V8 que se encuentra en el Fomet-1 y lo reemplazaron con un Ford HBA5 V8, lo que resultó en un aumento de potencia útil de más de 100 hp (101 PS; 75 kW). El desarrollo del GR02 comenzó a principios de 1992, y el primer prototipo corrió en la pista de pruebas de Fiorano de Ferrari en mayo de 1992. El GR02 tenía componentes mecánicos más simples que los del BT60, con una caja de cambios Xtrac y amortiguadores gemelos tanto delanteros como traseros. La aerodinámica, sin embargo, era menos convencional; presentaba una nariz cincelada y un conjunto de alerón delantero anédrico, este último diseñado para canalizar el aire alrededor del piso y el difusor. El GR02 estuvo listo para competir por primera vez en el Gran Premio de Canadá de 1992 y pronto recibió elogios de la prensa; Autosport afirmó que el coche era "un gran paso adelante para un equipo que alguna vez fue la broma del paddock de F1", mientras que el comentarista de la BBC, Murray Walker, afirmó que era un "monoplaza excelente, muy atractivo, con buen rendimiento, pero aún quedaba mucho desarrollo por hacer". Después de que Fondmetal cerró, se rumoreaba que el GR02 había sido remodelado para Forti Corse en su esfuerzo FG01 en 1995.

## Historia
En el Gran Premio de Canadá de 1992, el GR02 finalmente estaba listo para correr. Gabriele Tarquini fue seleccionado para conducir el nuevo auto, pero los problemas de confiabilidad lo acosaron durante todo el fin de semana (aunque logró calificar en el puesto 18), y su caja de cambios se estropeó en la primera vuelta. Un segundo GR02 estaba listo para la siguiente carrera, que fue el Gran Premio de Francia de 1992; sin embargo, el segundo piloto de Fondmetal, Andrea Chiesa, tuvo suerte de salir ileso después de dañar gravemente su coche en una colisión en la primera curva con el Jordan de Maurício Gugelmin, en su primera salida. Tarquini, mientras tanto, logró evitar el tumulto, que también acabó con varios otros coches y llegó hasta el puesto 14 antes de que el cable del acelerador se rompiera después de seis vueltas. Mientras que Chiesa se vio obligada a conducir un GR01 en el Gran Premio de Gran Bretaña de 1992 porque no había chasis GR02 de repuesto, Tarquini se clasificó en un prometedor puesto 15 y terminó la carrera en el puesto 14, una vuelta por delante de Pierluigi Martini en el puesto 15 y dos por delante de Damon Hill en el puesto 16. En el proceso, Tarquini había marcado la octava vuelta más rápida en la carrera, una vuelta que fue a la vez más rápida que Ivan Capelli de Ferrari (a quien Tarquini también había estado a sólo 0,2 segundos de distancia en la clasificación) y Mika Häkkinen de Lotus. Tarquini siguió esto clasificándose 19º en el Gran Premio de Alemania de 1992, y estaba entre los diez primeros cuando una falla del motor lo obligó a retirarse en la vuelta 33. Para el Gran Premio de Hungría de 1992, había un nuevo piloto en el segundo GR02; Eric van de Poele reemplazó a Chiesa, después de que Rumi perdiera la paciencia con el piloto suizo. Aunque ninguno de los pilotos tuvo problemas para clasificarse para la carrera y Tarquini se clasificó en un impresionante puesto 12, Tarquini fue aniquilado en un accidente en la primera vuelta y la carrera de van de Poele terminó en la vuelta tres después de que hizo un trompo. Sin embargo, a estas alturas, los accidentes y la falta de fiabilidad del GR02 estaban empezando a ejercer una gran presión sobre las finanzas de Fondmetal y el equipo tenía muy pocas piezas de repuesto para el Gran Premio de Bélgica de 1992. A pesar de esto, ambos pilotos de Fondmetal lograron clasificarse entre los 15 primeros, con Tarquini clasificándose en el undécimo; Aunque su motor se agotó después de 25 vueltas, van de Poele logró terminar décimo, por delante de los dos participantes de March, ambos Jordan, el Minardi de Gianni Morbidelli y el Larrousse de Ukyo Katayama, todos los cuales todavía estaban corriendo cuando cayó la bandera a cuadros. Esto, sin embargo, no fue una salvación para el equipo, que ahora tenía tan pocos fondos que sólo podían completar una cantidad limitada de entrenamientos para el Gran Premio de Italia de 1992, su carrera de casa. Tarquini se clasificó 20º y van de Poele 25º; sin embargo, van de Poele ni siquiera tomó la primera curva antes de que fallara su embrague, mientras que Tarquini completó 30 vueltas antes de sucumbir a una falla en la caja de cambios. La crisis financiera significó que Rumi casi contratara a Giuseppe Bugatti como piloto pagado sólo para pasar el Gran Premio de Portugal de 1992, pero en lugar de eso decidió desconectar a su equipo debido a la creciente deuda.

## Resultados
(Clave) (negrita indica pole position) (cursiva indica vuelta rápida)

| Año     | Motor   | Neu. | N.º | Pilotos           | 1   | 2   | 3   | 4   | 5   | 6   | 7   | 8   | 9   | 10  | 11  | 12  | 13  | 14  | 15  | 16  | Puntos | Pos. |
| ------- | ------- | ---- | --- | ----------------- | --- | --- | --- | --- | --- | --- | --- | --- | --- | --- | --- | --- | --- | --- | --- | --- | ------ | ---- |
| 1992    | Ford V8 | G    |     |                   | RSA | MEX | BRA | ESP | SMR | MON | CAN | FRA | GBR | GER | HUN | BEL | ITA | POR | JPN | AUS | 0      | NC   |
| 1992    | Ford V8 | G    | 14  | Andrea Chiesa     |     |     |     |     |     |     |     | Ret |     | DNQ |     |     |     |     |     |     | 0      | NC   |
| 1992    | Ford V8 | G    | 14  | Eric van de Poele |     |     |     |     |     |     |     |     |     |     | Ret | 10  | Ret |     |     |     | 0      | NC   |
| 1992    | Ford V8 | G    | 15  | Gabriele Tarquini |     |     |     |     |     |     | Ret | Ret | 14  | Ret | Ret | Ret | Ret |     |     |     | 0      | NC   |
| Fuente: |         |      |     |                   |     |     |     |     |     |     |     |     |     |     |     |     |     |     |     |     |        |      |